# Chambao
Chambao är ett spanskt band som kommer från Málaga. De fick 2005 en stor hit med "Pokito a poko". I sin musik blandar de andalusiska flamencorytmer med modern popmusik.